# Francuskie monety euro

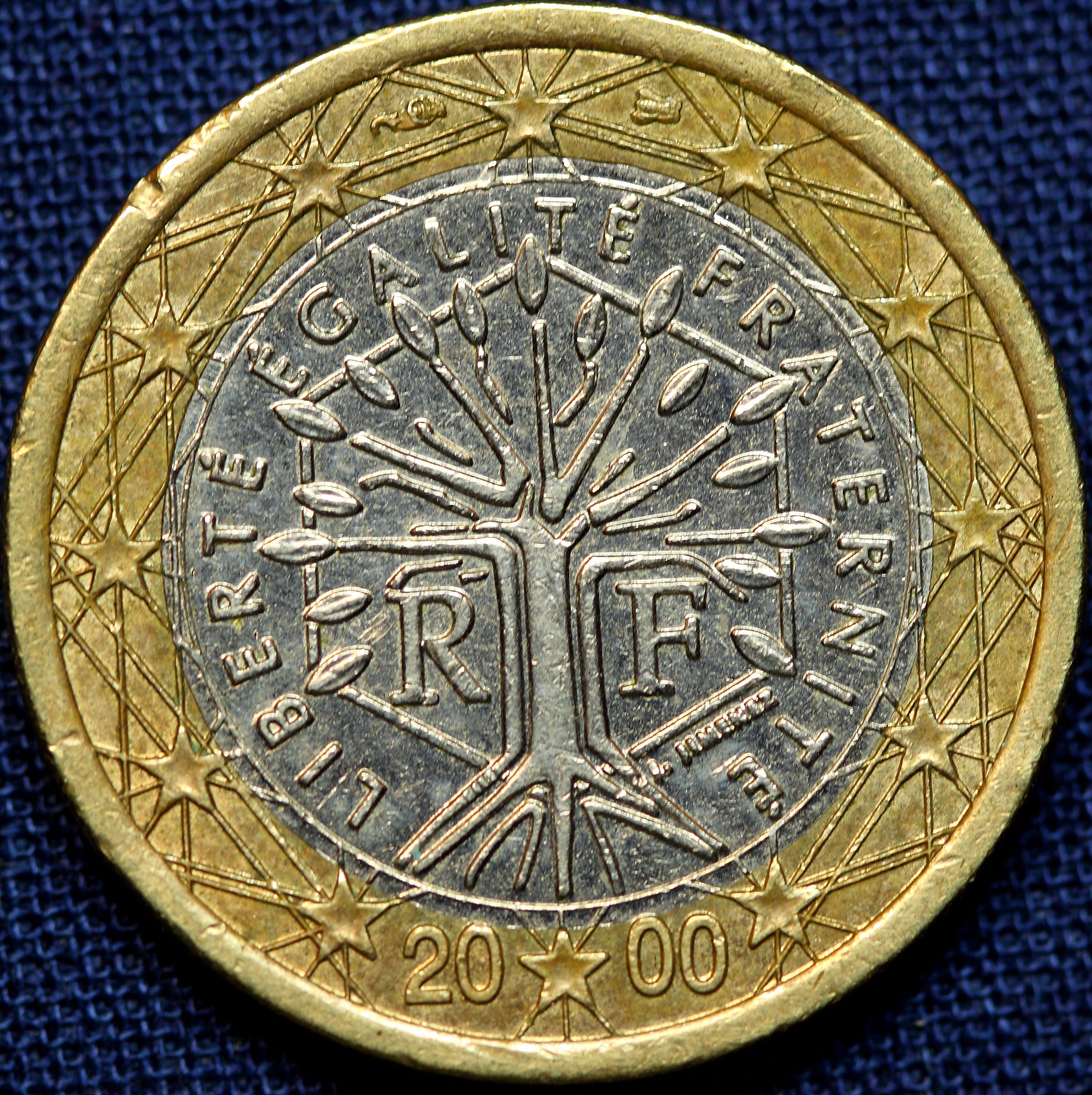
Awers 1 euro (2000)

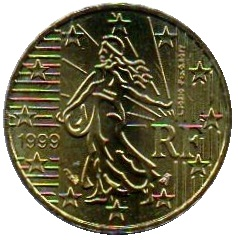
Awers 10 eurocentów (1999)

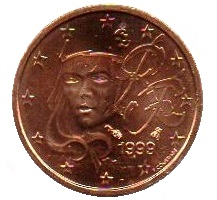
Awers 1 eurocenta (1999)

Monety euro Francji – monety bite przez Francję w ramach monetranego systemu strefy euro, obowiązującego w niektórych krajach europejskich od 2002 r.
We Francji, podobnie jak w wielu innych krajach strefy, bite są zarówno monety powszechnego obiegu (1, 2, 5, 10, 20, 50 centów oraz 1 i 2 euro), jak i okolicznościowe (2 euro) oraz kolekcjonerskie (od ¼ euro). Na francuskich monetach powszechego obiegu występują lata emisji od 1999 r., a więc wcześniejsze niż oficjalny rok wprowadzenia waluty. 
Zgodnie z zasadą przyjętą we wszystkich krajach strefy, monety francuskie przeznaczone do powszechnego obiegu mają identyczne dla wszystkich krajów rewersy zaprojektowane przez belgiskiego artystę Luca Luycxa oraz własne wzory awersów. Ikonograficznie awersy francuskich monet powszechnego obiegu można podzielić na trzy grupy:
- na 1- i 2-eurówkach przedstawiono w sześciokącie stylizowane drzewo, tzw. drzewo życia, dookoła którego otokowo widnieje legenda w języku francuskim: „LIBERTE EGALITE FRATERNITE” (pol. Wolność Równość Braterstwo). Projektantem rysunku rewersu był Joaquim Jimenez;
- na awersie 10-, 20- i 50-centówek znajduje się współczesna wersja „La Semeuse” wg projektu Laurenta Jorio na motywach dzieła Oscara Roty;
- wzór awersów monet 1, 2 i 5 centów przedstawia współczesną wersję „Marianny” – postaci symbolizującej republikę francuską od czasów rewolucji, wg projektu Joaquim Jimenez.

Na rancie dwueurówek wybito wklęsły napis złożony z cyfr „2" naprzemiennie odwróconych o 180 stopni, przeplecionych podwójnymi, pięcioramiennymi gwiazdkami.
Na monetach, poza znakiem mennicy paryskiej – rogiem obfitości Pessac – umieszczany jest znak aktualnego dyrektora mennicy:
- Pierre'a Rodiera – pszczoła (1999, 2000)
- Gérarda Borqoy – podkowa (2001, 2002)
- Serge'a Levete – serce złożone z liter „L” i „S” (2003)
- Huberta Larivière – róg myśliwski (2004–2010)
- Yves'a Sampo z zespołem – pięciokąt wypełniony stylizowanymi inicjałami „YS” oraz „AGMP” (2011–).

Na rynku kolekcjonerskim pojawiają się pojedyncze francuskie monety euro, ale również:
- pakiety startowe
- oryginalne rolki z monetami obiegowymi tego samego nominału oraz
- oficjalne (rocznikowe) zestawy monet obiegowych.